# Maîtrise d'œuvre
Pour les articles homonymes, voir Moe.
La maîtrise d'œuvre (MOE ou MŒ) est l’ensemble des missions et responsabilités exercées pour le compte du maître d’ouvrage (MOA) dans la conception et la réalisation d’un ouvrage. Le maître d'œuvre est la personne physique ou morale (architecte, bureau d’études, entreprise spécialisée) chargée d’exécuter ces missions. Par métonymie, le terme maîtrise d’œuvre peut aussi désigner le maître d’œuvre lui-même.
Le maître d'œuvre pilote le chantier en veillant aux coûts, aux délais et aux choix techniques, conformément au contrat et au cahier des charges. Dans le cadre d'un marché public du BTP en France, il n'exécute pas lui-même les travaux, qui sont confiés aux entreprises titulaires des marchés. Dans d'autres cas, la maîtrise d’œuvre peut être assurée par une entreprise du bâtiment cumulant les rôles de conception et d'exécution.
Dans un marché de travaux, la maîtrise d’œuvre peut inclure :
- l’assistance au maître de l'ouvrage pour la sélection des entreprises et la passation des marchés ;
- la direction de l’exécution des travaux, en garantissant le respect des plans et des normes ;
- l’assistance à la réception des ouvrages et au règlement des comptes avec les entrepreneurs.

Le maître de l'ouvrage, commanditaire du projet et responsable de son financement, peut être une personne publique (État, collectivités, entreprises publiques) ou privée (entreprise, particulier, association, promoteur immobilier).
Historiquement issue du BTP, la distinction entre maîtrise d’ouvrage et maîtrise d’œuvre s’est étendue à d’autres secteurs, notamment :
- à l’ingénierie industrielle (usines, infrastructures technologiques) ;
- aux systèmes d’information (MOA et MOE en informatique) ;
- aux projets complexes nécessitant une coordination entre commanditaire et prestataire technique.

## Bâtiment et travaux publics

### Histoire
L’architecte médiéval, déjà appelé maître d’œuvre, est l’auteur du projet et assure la direction des travaux. Des textes attestent du rôle des moines et des convers sur les chantiers monastiques. Ainsi, en 1145, Bernard de Clairvaux envoie au comte d’Alençon, Guillaume (fondateur de l'abbaye de Perseigne), douze moines, deux novices et vingt et un convers sous la direction de l’abbé Érard pour participer à la construction de l’abbaye. L’expertise des cisterciens dans le domaine de la construction est reconnue depuis longtemps, notamment pour leur savoir-faire en matière d’hydraulique, de gestion des chantiers et de transmission des techniques architecturales.
Des sources plus tardives montrent que cette tradition se poursuit au XIIIe siècle. En 1248, un moine nommé Henri est mentionné comme maître de l’œuvre de l'abbaye de Marienfeld (de). À Doberan, quatre moines — Rether, Siegebod, Ludolf et Henri — se succèdent dans cette fonction entre 1243 et 1298. Durant le Moyen Âge, le maître d’œuvre est à la fois maçon, tailleur de pierre, sculpteur, dessinateur et calculateur ; il acquiert son savoir sur les chantiers des cathédrales. L’historien Alain Erlande-Brandebourg relève que onze « maîtres » spécialisés dans l’architecture militaire sont cités dans l’entourage de Philippe-Auguste dès le début du XIIIe siècle.
De nos jours, le maître d’œuvre est la personne chargée par le maître de l’ouvrage d'apporter à son projet une réponse architecturale, technique et économique.

### Mission et rôle
La maîtrise d'œuvre couvre plusieurs missions, parmi lesquelles :
- concevoir le projet, si le maître d'œuvre est architecte ou ingénieur architecte ;
- élaborer le cahier des clauses techniques particulières (CCTP) et veiller à la bonne exécution des travaux ;
- jouer un rôle d’interface entre le maître d’ouvrage et les entreprises chargées de l'exécution des travaux.

Le maître d'œuvre est chargé de répondre au programme défini par le maître d’ouvrage, lequel peut être assisté par un assistant à maîtrise d’ouvrage (AMO) ou un programmiste. Véritable bras droit du maître d'ouvrage, il lui propose une solution technique et esthétique qui permet de réaliser ce programme, dans le respect de l'enveloppe budgétaire et des délais qui lui sont assignés.
Afin de mener à bien sa mission, la maîtrise d'œuvre s’appuie généralement sur un architecte ou un cabinet d’architecture. Pour les projets de grande complexité, elle est souvent constituée d’un cabinet d’architectes associé à un ou plusieurs bureaux d’études techniques (BET) spécialisés (structure, fluides, acoustique, etc.).
Dans le cadre d’un marché public, la maîtrise d'œuvre ne peut pas exécuter elle-même les travaux, afin de garantir une séparation entre conception et exécution, et d’éviter tout conflit d’intérêts avec les entreprises chargées du chantier. Le choix de ces entreprises relevant de différents corps de métier (maçonnerie, couverture, électricité, etc.) revient au maître d’ouvrage.
Dans le cadre d’un marché privé, cette interdiction n’existe pas. Dans ce cas, un constructeur, un contractant général ou une entreprise générale peut prendre en charge la conception et la réalisation du projet.

#### Cas du marché public
Dans le cadre d'un marché public de maîtrise d'œuvre, le contrat administratif conclu entre la personne publique et le maître d'œuvre de droit privé est construit en fonction de la loi MOP relative à la maîtrise d'ouvrage publique et à ses rapports avec la maîtrise d'œuvre privée, codifiée, depuis avril 2019, au livre IV de la 2e partie du code de la commande publique. Son décret d'application détermine la teneur des différents éléments de mission qui le composent :
1. les études d'esquisse ou ESQ ;
2. les études d'avant-projet ou AVP ;
3. les études de projet ou PRO ;
4. l'assistance apportée au maître de l'ouvrage pour la passation du contrat de travaux ou ACT ;
5. les études d'exécution de la maîtrise d'œuvre (EXE) ou l'examen de la conformité au projet de celles qui ont été faites par l'entrepreneur (VISA) ;
6. la direction de l'exécution du contrat de travaux ou DET ;
7. l'ordonnancement, le pilotage et la coordination du chantier (OPC) ;
8. l'assistance apportée au maître de l'ouvrage lors des opérations de réception (AOR) et pendant la période de garantie de parfait achèvement (GPA)[5].

L'application de la loi distingue deux cas principaux, selon que le marché porte sur un projet de bâtiment ou sur un projet d'infrastructure. Pour les ouvrages de bâtiment, une « mission de base » fait l'objet d'un contrat unique et comporte au minimum les éléments de mission ESQ, APS, APD, PRO, ACT, DET, VISA, AOR, tandis que dans le cas d'un projet d'infrastructure, ces éléments de mission peuvent être dissociés.
Le contenu de la mission de base, fixé par catégorie d'ouvrages dans l'article R.2431-4 (ancien article 10 du décret), doit permettre :
- au maître d'œuvre, de réaliser la synthèse architecturale des objectifs et des contraintes du programme, et de s'assurer du respect, lors de l'exécution de l'ouvrage, des études qu'il a effectuées ;
- au maître de l'ouvrage, de s'assurer de la qualité de l'ouvrage et du respect du programme et de procéder à la consultation des entrepreneurs, notamment par lots séparés, et à la désignation du titulaire du contrat de travaux.

Une fois son projet validé par le maître d'ouvrage, le maître d'œuvre est responsable du bon déroulement des travaux et joue un rôle de conseil dans le choix des entreprises qui vont les réaliser. Il est responsable du suivi des délais et des budgets selon les modalités définies dans le cahier des clauses administratives particulières (CCAP). 
Le maître d'œuvre est obligatoirement indépendant de tout entrepreneur. Le choix de l'entrepreneur (ou des entrepreneurs) se fait à partir d'une consultation formalisée où, sur la base d'un cahier des charges (notamment le cahier des clauses techniques particulières ou CCTP), le titulaire faisant l'offre la plus adaptée est choisi par le maître d'ouvrage sur proposition du maître d’œuvre compte tenu d'éléments matériels concrets.
Un maître d'œuvre étant indépendant, il ne peut travailler « avec ses artisans ». Les habitudes de travail (entre un maître d'œuvre et ses artisans) sont considérées comme un lien indirect entre eux ce qui implique un risque de requalification du contrat en contrat d'entreprise. Ce lien devient direct si le maître d'œuvre s'implique dans l'établissement des devis et ou factures des artisans. Le maître d'ouvrage peut, s'il le souhaite (ou s'il est soumis à des règles telles que le Code de la commande publique), consulter d'autres entreprises.

#### Cas de maîtrise d'ouvrage privée
Dans le cadre de la construction d'une maison individuelle, si le maître de l'ouvrage fait appel à un financement, l'établissement prêteur a un devoir de renseignement et de conseil. Il doit notamment s’assurer de la conformité juridique de l’opération financée. En cas de manquement, le contrat peut être requalifié par le juge, ce qui peut engager la responsabilité de la banque.
Les banques sont soumises à des exigences prudentielles, notamment celles des accords de Bâle II, qui les obligent à veiller au risque opérationnel et au risque de non-conformité. Pour limiter ces risques, elles font souvent appel à des juristes ou des experts extérieurs pour analyser les dossiers de financement.
Dans la pratique, que vous confiiez la maîtrise d'œuvre à un architecte ou à un autre maître d'œuvre, il est tenu à des obligations professionnelles et déontologiques visant à garantir la conformité et la bonne exécution du projet.
(Pour plus d’informations, vous pouvez consulter le site de l'ANIL.)

### Maîtrise d'ouvrage et maîtrise d’œuvre
La distinction entre maître d'ouvrage et maître d'œuvre est essentielle dans le déroulement du projet, car elle permet de distinguer les responsabilités des deux entités :
- le maître de l'ouvrage est seul responsable de la fixation des objectifs ;
- le maître d'œuvre a pour mission de réaliser l'ouvrage, dans les conditions de délais, de qualité et de coût fixées par le maître de l'ouvrage, et généralement conformément à un contrat.

| Acteur           | Description                                                   | Exemples |
| ---------------- | ------------------------------------------------------------- | --- |
| Maître d'œuvre   | Conçoit l'ouvrage, dirige et contrôle l'exécution des travaux | - Architectes - Cabinet de maîtrise d’œuvre pour les constructions n'excédant pas 150 m² - Bureau d'études - Ingénieurs |
| Maître d'ouvrage | Personne pour le compte de laquelle est réalisé l'ouvrage     | - Particuliers - Promoteurs immobiliers - Industriels, commerçants - État ou collectivité locale                        |

## Autres domaines
Le terme maître d'œuvre est employé depuis le Moyen Âge dans le domaine de la construction. Des figures aux fonctions semblables existaient déjà, sous des appellations différentes selon les langues et les régions. Par exemple, dans l’Italie médiévale, les grands chantiers comme celui des Bottini de Sienne étaient dirigés par des maestri d’opera ou magistri operis, des architectes et ingénieurs chargés de la conception et de la supervision des travaux.
Le concept s’est ensuite progressivement étendu à d'autres secteurs, notamment l’informatique et la métallurgie. Dans ce dernier domaine, le maître d'œuvre est généralement l’industriel qui prend en charge la majeure partie du travail, en supervisant la production et en garantissant le respect des spécifications techniques.

### Dans les systèmes d’information
Le maître d'œuvre est une personne physique ou morale chargée de la phase conceptuelle du futur système d'information, il peut s'agir d'une entreprise, ou d'un service interne à l'entreprise. Il est responsable de la conformité des solutions retenues aux besoins exprimés par les utilisateurs. Il a un devoir de conseil et de mise en garde. Il assure le suivi de la réalisation technique des solutions, en général du développement, et participe à l'élaboration des jeux d'essai et à la réception des applications. 
Dans les marchés privés, il a, lors de la conception du système d'information (SI), un devoir de conseil vis-à-vis du maître d’ouvrage (MOA), car le système d'information doit être en harmonie avec les besoins issus du système de gestion. Il doit tirer le meilleur parti des possibilités techniques. 
Dans les marchés publics, il est comme tout maître d’œuvre, responsable de la conception ; toutefois la tendance est de réaliser des consultations sur la base d'un appel d'offres sur performance où le savoir de l'entrepreneur est valorisé, le cahier des charges laissant une marge de manœuvre importante dans le choix des réponses techniques.
Lorsque le produit est compliqué, il peut être nécessaire de faire appel à plusieurs fournisseurs (prestations, sous-traitance). Le MŒ assure leur coordination ; il veille à la cohérence des fournitures et à leur compatibilité. Il coordonne l’action des fournisseurs en contrôlant la qualité technique, en assurant le respect des délais fixés par le MOA (maître d'ouvrage) et en minimisant les risques.
Le MŒ est responsable de la qualité technique de la solution. Il doit, avant toute réception contractuelle, procéder aux vérifications nécessaires selon une méthodologie définie préalablement : recettes unitaires, recette technique.